# Lista de radicais gregos
Esta é uma lista de radicais de Língua grega usados na língua portuguesa.

## Tabela
| Radical                       | Significado | Exemplo |
| ----------------------------- | --- | --- |
| Beno-                         | Ideia de andar | Benodáctilo; Benoterapia; Benossauriano. |
| -bata                         | Ideia de marcha | Acróbata; Dendróbata. |
| Basi-, basia-, basio-, basis- | Ideia de marcha; órgão de marcha, perna, pé; base, sustentáculo. | Base; Basial; Básico; Basicromatina; Basídio; Basidióbolo; Basidiocarpo; Basidióforo; Basidiogenético; Basidiogónio; Basidiomicete; Basidiósporo; Basigamia; Basigínio; Basigéneo; Basilar; Básio; Basiofobia, Basofobia; Basipinacóide; Basófilo. |
| Bacari-                       | Planta cuja raiz fornece óleo aromático; espécie de erva, nardo silvestre. | Bacárida; Bacaridastro; Bacáride; Bacarija; Bácaris; Bácaro. |
| Baco-                         | Baco, nome mais recente de Dioniso ou Iaco, Deus do vinho, o símbolo das forças productoras da natureza, o vinho ele próprio; sacerdote de Baco, bacante; homem animado de transporte, delírio; louco, demente. | Baquia; Báquico; Báquio. |
| Bacteri-, bacterio-           | Ideia de bactéria | Bactéria; Bacteriáceas; Bacteriastro; Bacteremia, Bacteriemia; Bacteriano; Bacterina; Bacterinoterapia; Bacteriófago; Bacteriólise; Bacteriólito; Bacteriologia; Bacterioscopia; Bacteriose; Bacteriostático; Bacterioterapia; Bacterioxemia; Bacteriotropia, Bacteriotropismo; Bacteriuria, Bacteriúria. |
| Balne(o)-                     | Ideia de banho, banhos. | Balnear; Balneário; Balneável; Balneografia; Balneologia; Balneoterapia. |
| Balan(i)-, balan(o)-          | Ideia de bolota; glande do pénis. | Balânida; Balânide; Balanídeo; Balanídio; Balanina; Balanita; Balanite; Bálano; Balanófago; Balanófora; Balanoforácea; Balanoforia; Balanóforo; Balanoglosso; Balanóide; Balanomorfo; Balanopácea; Balanopale; Balanopostite; Bálanops; Balanopsidácea; Balanopsidale; Balanorragia; Balanorreia. |
| Balanti-                      | Bolsa | Balantídico; Balantídio; Balantidiose. |
| Bal-, (do verbo Ballo)        | Eu atiro, lanço. | Bala; Balista; Balística; Balistite; Balistídeo; Balistocardiografia; Balistoconídio; Balistósporo. |
| Belo-, belono-                | Ideia de flecha, dardo, projéctil. | Belodonte; Belófero; Belofobia, Belonofobia; Beloglossa; Belomancia; Belonesita; Belónia; Belonídeo; Belonita; Belonófora; Belonogastro; Belonóide; Belonicto; Belóptero; Belorrinco; Belórrino; Belóstema; Belóstoma; Belótripo. |
| Bolido-                       | Objecto que se lança, que se atira. | Bólido. |
| Balote-                       | Marroio negro; planta. | Balota. |
| Balsamo-                      | Balsameiro, arbusto; bálsamo, essência ou resina extraída deste arbusto. | Balsamário; Balsameia; Balsameiro; Balsamina; Balsamináceas; Balsamíneas; Balsamita; Bálsamo; Balsamocarpo; Balsamona; Balsamoriza. |
| Bapt- (do verbo Baptizo)      | Eu mergulho; Eu Baptizo. | Bapta; Baptismo; Baptista; Baptistério; Baptizar. |
| Baratro-                      | Orifício profundo, abismo, precipício para onde se atiravam os condenados, em Atena; inferno; Báratro. | Báratro; Baratrómetro. |
| Barbari, barbaro-             | Ideia de bárbaro, cruel, estrangeiro. | Barbarolexe, barbarolexia; Barbaresco; Barbaria; Barbarice; Barbárico; Barbaridade; Barbarismo; Barbarizar; Bárbaro. |
| Bari-, baro-                  | Ideia de pesado, grave, difícil. | Bária; Barião; Baricoia, Bariecoia; Barídio; Bariencefalia; Barifonia; Bariglossia; Barialia; Barimetria; Barinoto; Bário; Bariosma; Baripente, Baripento; Barisfera; Barissoma; Barita, Barite; Baritimia; Baritina; Barítono; Barocêntrico; Baroclínico; Barodinâmica; Barógrafo; Barograma; Barólito; Barologia; Baromacrómetro; Barómetro; Barometrógrafo; Barosânemo; Baroscópio; Barosselenite; Barostática; Baróstato; Barostereodinâmica; Barotaxia; Barotermógrafo; Barotermómetro; Barotropia; Barotropismo.                                                              |
| -bare, -baro                  | Ideia de pesado, grave, difícil; peso, gravidade. | Isóbaro; Micróbaro. |
| Basano-                       | Pedra de toque | Basanacanta; Basananta; Basanita, Basanite. |
| Basileo-, Basilo-, Basil-     | Rei, chefe, soberano; imperador, em Roma. | Basileolatria; Basílica; Basilicão; Basílico; Basilisco; Basileia. |
| Batmo-                        | Ideia de degrau, graduação, passo, limiar. | Batmismo; Batm; Batmogénese; Batmotrópico. |
| Bati-, bato-                  | Ideia de profundo, profundidade. | Batianestesia; Batíbio; Baticardia; Baticentese; Batiestesia; Batifone; Batigrafia, Batografia; Batiiperstesia; Batiipoestesia; Batilimnético; Batimetria, Batometria; Batipelágico; Batiplancto; Batirreómetro; Batirrío; Batíscafo; Batisfera; Batocarpo; Batocrómico; Batofobia; Batólito. |
| Batraco-                      | Ideia de rã | Batracina; Batrácio; Batracocéfalo; Batracófago; Batracófido; Batracofobia; Batracófago; Batracóide; Batracomiomaquia; Batracoplastia; Batracorrina; Batracospermáceas, Batracospérmeas; Batracóstomo; Batracotoxina; Batráquida, Batraquídeo; Batraquina; Batráquio; Batraquita. |
| Bdel(o)-                      | Ideia de sanguessuga, ventosa, resina. | Bdelar; Bdelepiteca; Bdelepitese; Bdelestosma; Bdeligma; Bdeligmia; Bdélio; Bdelóide; Bdeloídio; Bdelómetro; Bdelonemérteo; Bdelóstoma. |
| Beco-                         | Tosse | Becortopneia; Béquico. |
| Berilo-                       | Ideia de berilo, pedra preciosa, cor verde-mar. | Berilo. |
| Beta-                         | Ideia de segunda letra do alfabeto grego | Beta. |
| Biblio-                       | Ideia de livro | Bíblia; Biblíaco; Bibliátrica; Biblicismo; Biblidácea; Bibliocanto; Bibliocirurgia; Biblioclasta; Biblioclepta; Bibliocleptomania; Bibliófago; Bibliofilaxia; Bibliófilo; Bibliofobia; Biblióforo; Bibliofotografia; Bibliogénese; Bibliognosia; Bibliografia; Bibliólata; Bibliolatria; Bibliólito; Bibliologia; Bibliomancia; Bibliomania; Biblionímia; Bibliónimo; Bibliopatologia; Bibliopegia; Bibliopeia; Bibliópola, Bibliópolo; Biblioprofilaxia; Bibliorreia; Bibliotacto; Bibliótafo; Biblioteca; Bibliotecnia; Biblioteconomia; Bibliótica; Bíble; Biblista; Biblística. |
| Bio-, -bio-, -bio             | Ideia de vida | Abiose; Anabiose; Anfíbio; Cenóbio; Políbio; Bioacústica; Bioaeração; Bioastronomia; Biobibliografia; Bioblasto; Biocatalisador; Biocenose; Biociclo; Bioclasto; Biocolóide; Biocoro; Biocrático; Biocromatologia; Biodinâmica; Bioecologia; Bioenergia; Bioestática; Bioética; Biofagia, Biofagismo; Biofantascópio; Biofármaco; Biofilia; Biófito; Biofísica; Biofobia; Bióforo; Biofotogénse; Biogénese; Biogenia; Biogeografia; Biognose, Biognosia; Biografia; Biólise; Biólito; Biologia; Bioma.                                                                              |
| -biose                        | Ideia de vida | Biose; Aerobiose. |
| Bistonio-                     | Dos Bistónios, povo da Trácia. | Bistónida. |
| Bleso-                        | Que tem os pés, as patas viradas para fora; revirado, contornado. | Blesidade. |
| Blapto-                       | Eu leso, prejudico; Eu incomodo. | Blaptofobia. |
| Blapse-                       | Acto de lesar, de prejudicar. | Blapsigónia. |
| Blast(o)-                     | Ideia de germe, germinação, botão. | Blástema. |
| -blenia                       | Ideia de humor viscoso, baba, muco. | Iscoblenia. |
| Blen-, bleni-, bleno-         | Ideia de catarrro, muco. | Blenedite. |
| Blefar(o)-                    | Ideia de pálpebra. | Blefaradenite. |
| -blepsia                      | Ideia de vista, olhar. | Hipnoblepsia. |
| Bolbo-                        | Cebola | Bolbáceo. |
| Bombico-                      | Insecto ou instrumento zumbidor; bicho-da-seda; a própria seda; espécie de flauta; no dialecto lacónio ou lacedemónio, traqueia-artéria dos pássaros.                                                           | Bombice. |
| Bosco-                        | Eu faço apascentar. | Probóscide. |
| Bostrico-                     | Cacho de cabelos, relâmpago que rodopia, rebento ou folhagem de árvore em forma de verruma. | Bóstrico; Bostricóide. |
| Botano-                       | Ideia de planta, vegetal. | Botânica. |
| Botri(o)-                     | Ideia de cavidade; fosseta; alveólo. | Botrião. |
| Botri(o)-                     | Ideia de cacho | Botrícera. |
| Bradi-                        | Ideia de pesado, lento, vagaroso. | Bradiartria. |
| Braqui(o)-                    | Ideia de braço | Braquiado. |
| Braque-, braqui-, braquisto-  | Ideia de breve, curto, conciso. | Braquia. |
| Branqui-                      | Ideia de brânquias, sobretudo na zoologia | Brânquia. |
| Bronco-, bronquio-            | Ideia de brônquios | Broncocele; Brônquio. |
| Bregma-                       | O cume da cabeça (a fontanela das crianças) | Bregma. |
| Brefo-                        | Recém-nascido | Brefotrófio. |
| Brizo-                        | Ideia de sono, sonho. | Brizomancia. |
| Bromato-                      | Ideia de alimento, comida. | Bromatologia. |
| Brom(o)-                      | Ideia de bromo, mau cheiro. | Bromargirite. |
| Bronto-                       | Ideia de trovão, trovoada. | Brontofobia. |
| Brio-                         | Ideia de musgo, líquene. | Brio. |
| Bub(on)-                      | Ideia de íngua, tumor na íngua. | Bubão. |
| Buno-                         | Colina, outeiro. | Bunodonte. |
| Bo(o)-                        | Ideia de boi | Boope. |
| Butiro-                       | Ideia de manteiga | Butiráceo. |
| Bizanto-                      | Bizante, fundador de Bizâncio. | Bizâncio. |
| Birsa-                        | Pele preparada, couro; odre de para vinho; tambor, pele de animal vivo. | Bolsa. |
| Biss(o)-                      | Ideia de linho, tecido de linho. | Bissinose. |
| Ceno-, -ceno                  | Ideia de moderno, novo. | Cenobotânica. |
| Causto-                       | Que queima | Cáustico. |
| Caquexo-                      | Má constituição física; má disposição moral. | Caquéctico. |
| Caco-                         | Ideia de mau, ruim, errado. | Cacodemónio. |